# Fagopyrum leptopodum
Fagopyrum leptopodum là một loài thực vật có hoa trong họ Rau răm. Loài này được (Diels) Hedberg mô tả khoa học đầu tiên năm 1946.